# هيفاء النجار
هيفاء يوسف فضل حجار نجار (1 مارس 1959 في الزرقاء) سياسية وتربوية أردنية حاصلة على بكالوريوس تربية من الجامعة الأردنية وماجستير إدارة تحولية من جامعة باكنغهام، تشغل منصب وزيرة الثقافة في حكومة بشر الخصاونة منذ 11 تشرين الأول 2021.
ظهرت في مجال التعليم في الأردن وعلى الصعيد الدولي، عضو في مجلس الأعيان الأردني السادس والعشرون، وهي مديرة مدرستي المطران للبنين والأهلية للبنات في عمان.
اختارتها مجلة الأعمال الأردنية عامي 2008 و 2014 كواحدة من أقوى نساء الأردن، أيضاً اختارتها مجلة فوربس كواحدة من بين أقوى 200 امرأة في العالم العربي سنة 2014.

## نشأتها ودراستها
ولدت هيفاء نجار في محافظة الزرقاء. عاشت أول سنوات حياتها في محافظة الزرقاء إلى أن رحلت إلى عمان في فترت شبابها.
حصلت على بكالوريوس تربية في الدراسات السكانية من الجامعة الأردنية في سنة 1982 وفي سنة 2003 حصلت على شهادة الماجستير في الإدارة التحولية من جامعة باكنغهام. وهي حاصلة على شهادة قيادة المدارس الدولية من معهد تدريب المدراء في الولايات المتحدة الأمريكية عام 1998.

## مسيرتها العملية
شغلت هيفاء النجار المناصب التالية:
* المديرة العامة لمدرسة الأهلية (1994-حتى الآن)
* المديرة العامة لمدرستي الأهلية والمطران (2008-حتى الآن)
* مسؤولة البحث والتطوير في المدرسة الأهلية (1993-1994)
* المدير المالي والإداري في المدرسة الأهلية (1992-1994)
* مديرة روضة الأهلية والمطران (1984-1992)
* عضو عضو مجلس امانة عمان (2007-2010)
* عضو المجلس الاعلى للشباب (2006-2008)
* عضو المجلس الاقتصادي والاجتماعي (2009- حتى الآن)
*عضو مجلس التربية والتعليم (2011- حتى الآن)
* عضو مجلس الأعيان الخامس والعشرون.
* عضو مجلس الاعيان السادس والعشرون
* عضو مجلس الاعيان الثامن والعشرون.

## جوائز وشهادات فخرية
- وسام الحسين للعطاء المتميّز (2001)
- جائزة الحسن بن طلال للتّميّز الأكاديميّ (2002)
- جائزة عضو مجلس الأمناء المؤسس لأكاديمية الملك مقدمة من جلالة الملك عبد الله الثاني وأكاديمية الملك (12 تموز 2006)
- جائزة المجلس الأوروبيّ للمدارس الدّوليّة الدّوليّ ECIS (2009)
- درع الكنيسة الأسقفيّة في القدس والشّرق الأوسط للعطاء الدّائم والخدمة المستمرّة (2011)
- شهادة مع مرتبة الشّرف من الكنيسة الأسقفيّة في القدس والشّرق الأوسط (1998)[3]